# Алексий (Пантелеев)
Архиепископ Алексий (в миру Александр Аполлосович Пантелеев; 27 октября 1874, деревня Новодворская, Сольвычегодский уезд, Вологодская губерния — 11 сентября 1948, Омск) — епископ Русской православной церкви, архиепископ Омский и Тюменский.

## Биография
В июне 1895 года по окончании курса учения в Архангельской духовной семинарии (или Вологодской ДС,) со званием студента, как первый ученик, поступил в августе на казённый счёт в Санкт-Петербургскую духовную академию. Вследствие неблагоприятно сложившихся семейных обстоятельств, 19 октября 1896 года, согласно прошению, вышел из 2 курса академии для поддержания в материальном отношении своих родственников.
С 29 ноября 1896 года учитель в Устюгском епархиальном женском училище, где преподавал географию (до 1 октября 1897) и церковное пение (до 10 февраля 1903).
Одновременно работал преподавателем церковного пения на курсах для учащихся в церковно-приходских школах Велико-Устюгского викариатства (1898—1903) и Велико-Устюгском духовном училище (9 августа 1898- 31 декабря 1900).
22 октября 1901 года рукоположён во диакона и тогда же во священника. Служил в храмах Вологодской епархии.
С 20 января 1903 года по 25 мая 1909 год состоял членом Велико-Устюжского духовного правления.
В 1909 году в клире Алеутской и Североамериканской епархии, получил приход в городе Уналашка на Аляске.
В 1912 году переведён в Питтсбург.
В 1916 году был возведён в сан протоиерея.
6 февраля 1927 года хиротонисан во епископа Сан-Францисского, викария Североамериканской епархии.
В 1931 году он был переведен на Чикагскую, а в ноябре 1932 года — на Питтсбургскую кафедру. В 1933 году уволен на покой.
С конца ноября 1934 года — епископ Алеутский и Аляскинский.
В 1941 году ушёл на покой.
В 1942 году был назначен помощником ректора Свято-Тихоновской духовной семинарии, а после кончины архиепископа Арсения (Чавцова) — её ректором.
В начале 1945 года вместе с секретарем Митрополичьего совета протоиереем Иосифом Дзвончиком был направлен на поместный собор Русской церкви в качестве представителя Митрополичьего округа. По просьбе патриаршего местоблюстителя митрополита Алексия (Симанского), опасавшегося, что на Соборе может начаться сближение Североамериканской митрополии с восточными патриархами, они были задержаны в пути и прибыли в Москву уже по окончании работы Собора. Однако епископ Алексий и протоиерей Иосиф были приняты Патриархом Алексием I, беседовали с ним, встречались также и с духовенством московских приходов.
29 октября 1945 года по представлению митрополита всея Америки и Канады Феофила (Пашковского) решением Архиерейского Синода РПЦЗ возведён в сан архиепископа.
В январе 1946 года через архиепископа Алексия (Сергеева), прибывшего в США по поручению Патриарха Алексия I епископ Алексий послал обращение к Патриарху Алексию I с прошением о принятии его в лоно Русской Православной Церкви и о назначении на одну из епархий. Это обращение было поддержано митрополитом Алеутским и Североамериканским, Патриаршим экзархом Вениамином (Федченковым), который дал прекрасную характеристику: «Молитвенный, смиренный, дружественный, но и верный, твердый».
28 февраля митрополит Феофил исключил епископа Алексия из списков архиереев Североамериканской митрополии. По приглашению Патриаршего экзарха митрополита Вениамина Алексий переехал в Нью-Йорк, поселившись при Свято-Николаевском соборе, в котором начал совершать богослужения. 9 мая приступил к исполнению обязанностей секретаря Митрополичьего совета и 16 мая — секретаря Совещания епископов.
В октябре 1946 года вернулся из США в СССР.
28 ноября 1946 года определён епископом Омским и Тарским с возведением в сан архиепископа.
По просьбе архиепископа Алексия, «ввиду материальной бедности церквей Омской епархии», к ней 13 мая 1947 года были присоединены приходы Тюменской области, с именованием правящего архиерея «Омским и Тюменским».
16 июня 1947 года, вместе с епископом реэмигрантом Ювеналием (Килиным), месяцем ранее назначенным на Челябинскую кафедру, участвовал в «прославлении» в Тобольске мощей святителя Иоанна Тобольского, после их передачи из музея в действующий храм. В феврале 1948 года освятил главный престол Знаменского собора Тюмени, вновь открытого в конце 1945 года.
Скончался 11 сентября 1948 года в Омске. Отпевание при большом стечении верующих было совершено 15 сентября 1948 года архиепископом Новосибирским и Барнаульским Варфоломеем (Городцовым).
Похоронен на Старо-Северное кладбище, в одной оградке с могилой архиепископа Анатолия (Каменского).